# 오좌불 간첩사건
오좌불 간첩사건은 1960년대 중반 울산 동구 오좌불 해안에서 발생한 간첩침투사건이다.
오좌불 간첩사건은 6·25때 북으로 갔던 사회주의계 항일운동가 박두복이 오좌불 해안으로 침투하다가 경찰의 추적을 받고 다시 북으로 도망간 사건을 말한다. 박두복의 고향은 울산 동구이고 당시 인근에 아내인 사회주의계 항일운동가 이효정이 살고 있었다.
당시 정부 발표에 따르면 박두복이 간첩으로 오좌불 해변으로 들어온 후 보성학교 동창이자 친구인 천경록이 경영했던 과수원으로 찾아가 동생 두진을 불러줄 것을 요청했는데 이때 천씨가 두진을 데리고 오겠다는 약속을 어기고 방어진 지서로 가 두복이 나타났다고 신고하는 바람에 동구 전체에 비상이 걸렸고 이를 눈치를 챈 두복이 다시 북으로 도망 간 사건을 말한다. 이때 경찰이 두진을 연행하려고 하자 두진은 농약을 마시고 자살했다.
이 사건이 있은 후 일산진 해변 일대에는 철조망이 쳐지고 오랫동안 해병대가 경비를 섰다. 아울러 일산진에 살았던 박두복씨 가족과 친인척, 밀양박씨들까지도 사회활동에서 많은 제한을 받았다. 오좌불 해안은 70년대 초 현대중공업이 이 자리에 들어서면서 사라졌다.